# Krema
U kozmetici i farmaciji, kreme su polutekuće emulzije raznih masti i vode. U kozmetici se primjenjuju za čišćenje, njegu i masažu kože, za sunčanje, depilaciju te kao podloge za šminku. U farmaciji služe za dostavu ljekovitih tvari kroz kožu. Osim krema pod emulzije u kozmetici spadaju i gelovi, tonici, losioni i paste.  
Masna faza krema mogu biti alifatski ugljikovodici, prirodni trigliceridi, voštane tvari, zasićene i nezasićene masne kiseline i alkoholi, prirodne masnoće, silikoni i lipidi, a u vodenu fazu ulaze humektanti, ovlaživači, ugušćivači, alkoholi i demineralizirana voda. Kremama se dodaju neionogeni, anionski, kationski ili kompleksni emulgatori, aktivne tvari poput vitamina, enzima, proteina, adstringensa ili protuupalnih i umirujućih tvari, te dodatci poput mirisa, bojila, konzervansa i antioksidansa. 
Prema sastavu i načinu proizvodnje kreme mogu biti višefazne (tip u/v/u, ulje/voda/ulje; tip v/u/v, voda/ulje/voda; tip v/u, lipofilna, masna, noćna krema; tip u/v, hidrofilna, dnevna krema).
Prema namjeni u kozmetici kreme se dijele na:
- Hidratantne kreme — kreme koje sadržavaju minimalnu količinu masnih sastojaka, reguliraju vlagu kože, ne maste kožu; zbog svojih osobina primjenjuju se kao dnevne kreme

- Dnevne kreme ili mat-kreme — suhe, hidratantne kreme, stearatne; mogu biti podloga za šminku i izradu puder krema

- Noćne kreme ili hranjive kreme — nanose se nakon čišćenja kože laganim masiranjem, a mogu biti i kreme za masažu; kožu čine glatkom i sjajnom

- Cold creams — kreme koje hlade kožu i djeluju umirujuće

- Višenamjenske kreme — kreme za sunčanje, depiliranje, brijanje, masažu, izbjeljivanje, podloge za šminku.